# Microsoft Office 2021
Microsoft Office 2021 es una versión de la suite ofimática denominada como Microsoft Office para los sistemas operativos Microsoft Windows y macOS. Office 2021, el sucesor de Office 2019 lanzado en 2018, siendo la decimoctava versión de la suite. 
Fue anunciado en fase de desarrollo en febrero de 2021 y finalmente puesto en venta el 5 de octubre de 2021, el mismo día que Windows 11. Esta versión solamente es compatible con Windows 11 y Windows 10. En octubre de 2022, la empresa anunció que Office 2021 sería la última versión del programa denominado "Microsoft Office" antes del cambio de nombre de la suite al definitivo Microsoft 365 en 2023 con un nuevo concepto de paga anual, luego de 32 años de existencia.
Microsoft Office 2021 deja de lado la interfaz que se venía llevando por varios años en las apps de Office, con las pestañas de colores sólidos de las versiones anteriores Office 2016 y Office 2019, y en su lugar se regresa al color blanco traslúcido con esquinas redondeadas, recordando a Office 2010. Otros cambios a destacar son que la ventana de carga ha sido cambiada a blanco con el logo de las apps, y que los iconos han sido aumentados de tamaño.
Microsoft Office 2021 solamente contará con cinco años de soporte, finalizando en 2026, y no será extendido ni tendrá nuevas características en lo sucesivo. Únicamente contará con ciertas actualizaciones de seguridad. 
Por el contrario, se presentó una nueva edición llamada Office LTSC 2021, una versión con soporte extendido destinada al mercado empresarial, que tendrá la misma cantidad de años de soporte, pero, en cambio, no contará con las novedades principales y la nueva interfaz de Office 2021, con el fin de mantener la fiabilidad y confiabilidad de la suite.
El 14 de noviembre de 2023, Microsoft anunció Office 2024 como sucesor de esta versión, cuyo lanzamiento oficial fue el 1 de octubre de 2024. El anuncio supuso una inesperada reversión de descontinuar la marca Office publicada en enero de 2023, sin que se conocieran los motivos.

## Nuevas características
Estas funciones son una recopilación de las novedades disponibles para los clientes del programa Microsoft 365 en los últimos tres años.

### Excel 2021
- Función XLOOKUP: ayuda a encontrar cosas en una tabla o rango por fila en una hoja de cálculo de Excel.
- Compatibilidad con matrices dinámicas.
- Función LET: permite asignar nombres a los resultados del cálculo.
- Función XMATCH: busca un elemento en una matriz o rango de celdas.
- Modo oscuro completo.

### Word 2021
- Compatibilidad con Open Document (ODF) 1.3.
- Pestaña Dibujar.
- Modo oscuro completo.

### Powerpoint 2021
- Grabar presentación de diapositivas.
- Reproducir trazos de tinta, hechos con pantalla táctil.
- Organización de elementos en sus diapositivas para lectores en pantalla.
- Modo oscuro completo.

### Outlook 2021
- Búsqueda instantánea de correo electrónico.
- Traductor integrado para 70 idiomas.
- Mejoras de rendimiento.
- Tinta y papel.
- Modo oscuro completo.